# Kouétinfla
Kouétinfla  è una città e sottoprefettura della Costa d'Avorio appartenente al dipartimento di Sinfra. Conta una popolazione di 22 181 abitanti (censimento 2014).